# إنجر ماري أندرسن
إنجر ماري أندرسن (بالنرويجية البوكمول: Inger Marie Andersen)‏ هي ممثلة نرويجية، ولدت في 25 نوفمبر 1930 في النرويج، وتوفيت في 29 أبريل 1995 ببرغن في النرويج.

## وصلات خارجية
- إنجر ماري أندرسن على موقع IMDb (الإنجليزية)
- إنجر ماري أندرسن على موقع ميوزك برينز (الإنجليزية)
- إنجر ماري أندرسن على موقع قاعدة بيانات الفيلم (الإنجليزية)